# Geotermalna elektrana Velika 1
Geotermalna elektrana Velika 1 ili GTE Velika 1, snage 16,5 MW, je svečano otvorena 19. studenog 2019., u Cigleni kraj Bjelovara, kao prva geotermalna elektrana u Hrvatskoj. Geotermalna elektrana Velika 1 ujedno je i najveća elektrana u kontinentalnoj Europi s binarnom tehnologijom (organski Rankineov ciklus ili ORC). Ona je u punoj proizvodnji od ožujka 2019. i električnom energijom opskrbljuje gotovo cijeli Bjelovar. Gradnja je trajala dvije godine. Voditelj projekta Dragutin Domitrović je kazao kako Velika 1 ima ugovor o otkupu električne energije s HROTE-om sklopljen na 10 MW, što odgovara prosječnoj potrošnji energije oko 29 000 hrvatskih kućanstava.

## Objašnjenje
Geotermalna energija ima brojne prednosti, drugačija je od ostalih izvora obnovljive energije jer može proizvoditi energiju tijekom 24 sata svih 365 dana u godina. Ako su dobro projektirane i pravilno održavane, geotermalne elektrane mogu dugi niz godina proizvoditi električnu energiju. Kako su geotermalne elektrane bazni proizvođači električne energije, ona se u mrežu isporučuje neovisno o vremenskim uvjetima i dobu dana. Od ožujka 2019., otkad je Velika 1 u punoj proizvodnji, isporučeno je više od 55 GWh električne energije. 
Planira se nastavak ulaganja u Hrvatskoj, te je već pokrenut razvoj novog projekta - geotermalne elektrane kod Legrada, očekivane neto snage 19,9 MW.
Geotermalna voda se crpi s dubine od oko 2 800 metara i na površinu dolazi pri temperaturi od 166 ˚C. Ključni događaj uslijedio je sredinom 2015., nakon proizvodno-utisnih ispitivanja bušotina VC-1A i VC-1 koje je probušila INA u ranim 1970-tim godinama. INA je tada izradila tek hipotetske analize crpilišta u Cigleni, koje nikada nisu dokazane u praksi jer je INA tražila naftu, a ne vodu.
Zahvaljujući napretku tehnologije i izdašnosti geotermalnih izvora, snaga elektrana s prvotno predviđenih 4,71 gotovo se učetverostručila, na sadašnjih 16,5 MW bruto snage.
Postrojenje se sastoji od dvije cjeline: sustava za prikupljanje i utiskivanje geotermalne vode i ORC (eng. Organic Rankine Cycle) kruga. U sustavu za prikupljanje i utiskivanje geotermalne vode, geotermalni fluid se, s temperaturom 166° C i tlakom 40 bar (volumni protok 800 m3/h), na ušću,  iscrpljuje (iz dubine od oko 3 km) kroz dvije proizvodne bušotine (VC-1 i VC-1A). Zatim se u separatoru razdvajaju parna i plinska faza od tekuće faze (geotermalna voda). Svaka od tih faza zasebno predaju toplinsku energiju radnom mediju preko sustava izmjenjivača topline (isparivači i predgrijači). Nakon prolaska kroz izmjenjivače geotermalna voda se, pomoću utisnih pumpi, utiskuje u utisne bušotine Ptk-1 i VC-2.  Utisne bušotine za povrat ohlađene vode u ležište nalaze se na zračnoj udaljenosti od 1,3 km odnosno 2,3 km od elektrane. Parametri ohlađene vode u povratu su 70° C i 42 bar. U ORC krugu, radni medij – izobutan, zagrijava se i isparava u sustavu izmjenjivača topline (regenerator, predgrijači i isparivači). Zatim ekspandira i predaje energiju ORC turbini. U zrakom hlađenom kondenzatoru se hladi i ukapljuje. Napojnim pumpama izobutanu se diže tlak i spreman je za zagrijavanje u novom ciklusu.

### Geotermalne elektrane s binarnim ciklusom
Geotermalne elektrane s binarnim ciklusom su, po termodinamičkom principu, najbliže termoelektranama na fosilna goriva ili nuklearnim elektranama, kod kojih radni fluid izvodi stvarni zatvoreni ciklus. Radni fluid, odabran prema povoljnim termodinamičkim svojstvima, prima toplinu od geotermalnog fluida, isparava, ekspandira u turbini, kondenzira, te se vraća u isparivač pomoću napojne pumpe. 
Prva binarna geotermalna elektrana stavljena je u pogon nedaleko mjesta Petropavlovsk na ruskom otoku Kamčatka 1967. Imala je snagu 670 kW, te je opsluživala malo selo i nekoliko farmi kako s električnom energijom, tako i toplinom za potrebe staklenika.
Danas su binarna postrojenja najčešće korišteni tip geotermalnih elektrana s ukupnom instaliranom snagom 274 MW. Čine 33% od svih geotermalnih elektrana u radu, ali proizvode samo 3% od ukupne snage. Očigledno, prosječna snaga po jedinici je mala, samo 1,8 MW, iako dolaze u eksploataciju i jedinice sa snagama 7 - 10 MW s takozvanim naprednim ciklusom. Također je nekoliko postrojenja s binarnim ciklusom pridodano postojećim postrojenjima s isparavanjem kako bi se što više iskoristilo topline iz geotermalnog fluida.
Binarna postrojenja omogućavaju pretvorbu geotermalne topline u električnu energiju iz nisko temperaturnih ležišta tople vode (takozvanom vodom dominantnih ležišta) s temperaturom preko 85 °C. Također, ta je tehnologija pogodna i za eksploataciju srednje temperaturnih izvora s vlažnom parom s visokim omjerom voda/para kod temperatura koje su preniske za praktičnu primjenu sustava s isparavanjem. Binarna postrojenja pretvaraju toplinu srednje temperaturnih izvora u električnu energiju učinkovitije nego ostale tehnologije.
Kod binarnih postrojenja izmjenjivač topline prenosi toplinu s geotermalnog fluida dobavljenog iz proizvodne bušotine u primarni krug na lako hlapljivi radni fluid u sekundarnom krugu, kao što su halogeni ugljikovodici (na primjer freon, frigen), propan, izobutan, pentan, amonijak. Taj je termodinamički ciklus poznat kao organski Rankineov ciklus ili ORC. Radni fluid u sekundarnom krugu isparava u isparivaču pomoću geotermalne topline iz primarnog kruga. Vodena para ekspandira prolaskom kroz turbinu (u ovom se slučaju često naziva "organska turbina"), koja je spojena s električnim generatorom. Ispušna para se kondenzira u vodom ili zrakom hlađenom kondenzatoru, a kondenzat se napojnom pumpom vraća u isparivač. Ohlađena geotermalna voda može se ispustiti u okoliš ili vratiti natrag u ležište bez isparavanja, što minimalizira problem taloženja otopljenih minerala.
Tipične jedinične snage su 1 – 3 MW. Tehnologija binarnih postrojenja se pojavljuje kao najisplativiji, najefikasniji i najpouzdaniji način za pretvorbu velikog broja nisko temperaturnih izvora u električnu energiju, kojih je relativno dosta po svijetu.
Iskoristivost binarnih postrojenja poboljšana je uvođenjem Kalina tehnologije. Mješavina vode i amonijaka isparava unutar konačnog temperaturnog područja, proizvodeći dvokomponentnu paru (na primjer 70% amonijak i 30% voda), za razliku od ORC koji se temelji na čistim fluidima koji isparavaju kod određene temperature isparavanja. No danas postoji tek jedna geotermalna elektrana koja koristi Kalina ciklus, Husavik na Islandu i koja je raspoloživa za usporedbe; nekoliko ih je u fazi izgradnje. Nasuprot tome, ORC je ovladana tehnologija sa stotinama MW instaliranih različitih postrojenja diljem svijeta.